# 大路關石獅公
大路關石獅公（臺灣客家語四縣腔：tai lu guanˊ sag siiˊ gungˊ），是位於臺灣屏東縣高樹鄉廣福村的石獅子。

## 石獅公
大路關為今廣興和廣福兩村，為六堆的右堆，境內有三座知名的石獅，分別稱為「獅老大」、「獅老二」、「獅老三」，其信仰源於先民到該地開墾，作為鎮風止煞與祈求豐收之用。該些石獅建造過程呈現大路關的開拓史，亦當地廣興、廣福兩村的特殊信仰。其信仰為屏東縣無形文化資產，與於2008年11月12日納入中華民國民俗及有關文物加以保護。
在庄民的信仰中，石獅公具有鎮風、止煞、擋雨的神力，以農曆二月廿九為石獅公誕辰。還有傳說石獅曾顯靈警示、阻擋水災等，如八八水災期間，莎卡蘭溪（口社溪）大氾濫讓大路關堤防破堤，水流卻在河岸半倒屋旁邊轉一大圈，又退回原來河道，村民們相信是石獅公護佑平安。

### 獅老大

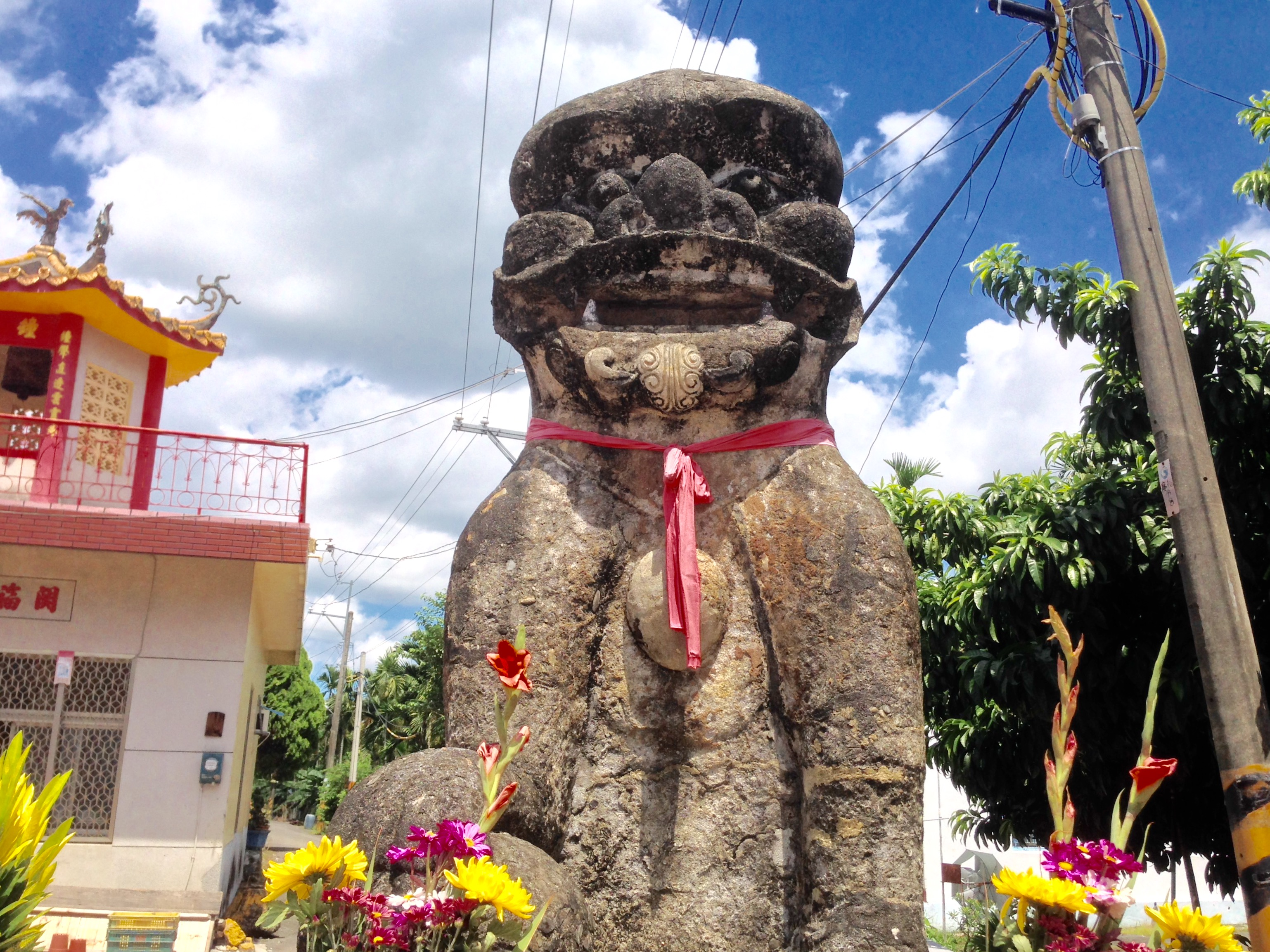
獅老大

台灣清治時期，大路關民眾建立一座大石獅以鎮壓來自大武山口社溪山谷的西斜風，並求祈求五穀豐收。咸豐七年（1857年），口社溪山洪暴發，將大路關分成溪北的舊大路關（今廣福村）與溪南的新大路關（今廣興村），被尊稱為「開基石獅公」的此石獅因此掩埋於洪泥之間，消失近百年。
當地傳說此石獅為拯救庄民身家性命，便用身體橫臥於水流湍急處，企圖將水導入舊河道，但因洪水洶湧，致使祂力竭、遭沙泥掩埋。 廣福村曾姓婦人從母親聽說當時從事河堤工作的排灣族人半夜要去關水，聽到相當巨大的啼哭聲，還以為是牛隻。
1950年間，為建魚池的村民江順霖無意間挖到此獅頭部，但大部分獅身仍埋於土裡。1984年，高雄鳳山堪輿師余國源到大路關遊歷，得知開基石獅公仍深埋土裡，與村長鍾傳壽及村民協議後，於同年由陳振萊駕駛自有吊車，在村民合作下將此石雕挖出，安座於該村的順天宮旁。由大路關的陳永仁與李玉蘭夫婦合築座檯，再經陳永和修復石雕受損部分。
當地傳說1984年時，廣福大橋的承包商夢見有人囑付要將河床的機具移開，隔天他半信半疑之下將機具搬移，不久即發生洪水，因此減少損失。感到神奇的承包商遂造訪當地，並詢問有何神明在地底下？於是村民決定將深埋地底的石獅子挖出。
當地民眾經由先人口耳相傳，此石獅從落成到被洪泥掩埋剛好八十年，又第一次水打庄發生於1857年，因此推算知開基石獅公落成於1777年，亦即大路關開庄41年後所籌資興建。

### 獅老二

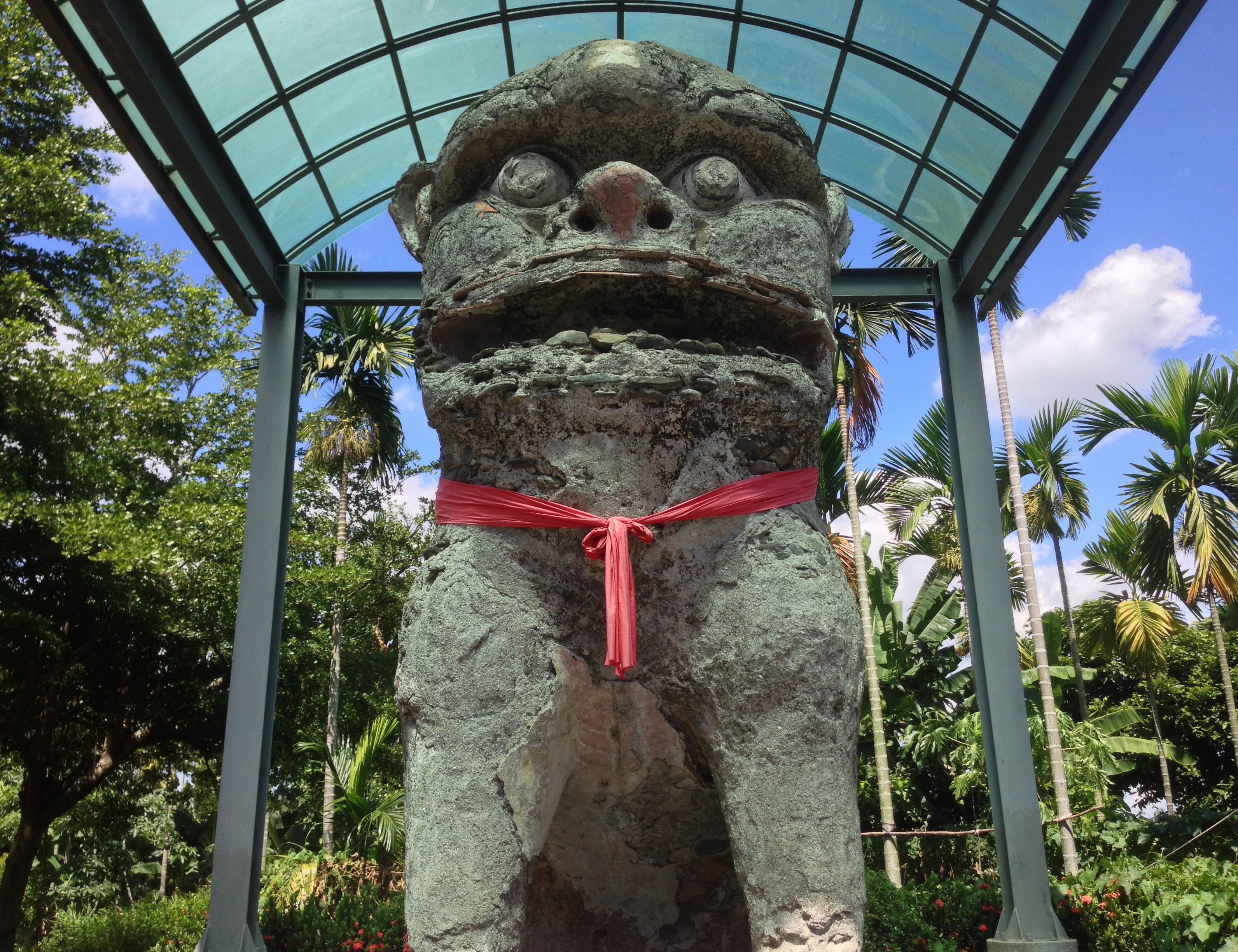
獅老二

1918年，村民多次試圖尋找這座被埋石獅未果，乃籌建第二座石獅。位於今日大路關安德老麵店附近。
村內耆老口述昔日第二座石獅公，被人暗中派人以大釘鎚敲擊入獅身臀部，一說是鄰庄庄民因水源爭執引發怨恨，另一說是鄰村疑石獅公將洪水分流至鄰村使其洪害嚴重。傳說用鋼釘破壞者為舊南勢村民，當時石獅一怒之下呼風喚雨，將舊南勢村屋倒人傷，存活者則遷至新南勢，而從此獅老二神威不再。
大路關李丁蘭表示其生於1912年的父親李傳興在8歲時曾親眼目睹神獅被釘擊，推算第二座石獅公遭釘擊應於1919年。當地村民特別搭棚子保護獅老二免遭風吹雨淋。

### 獅老三

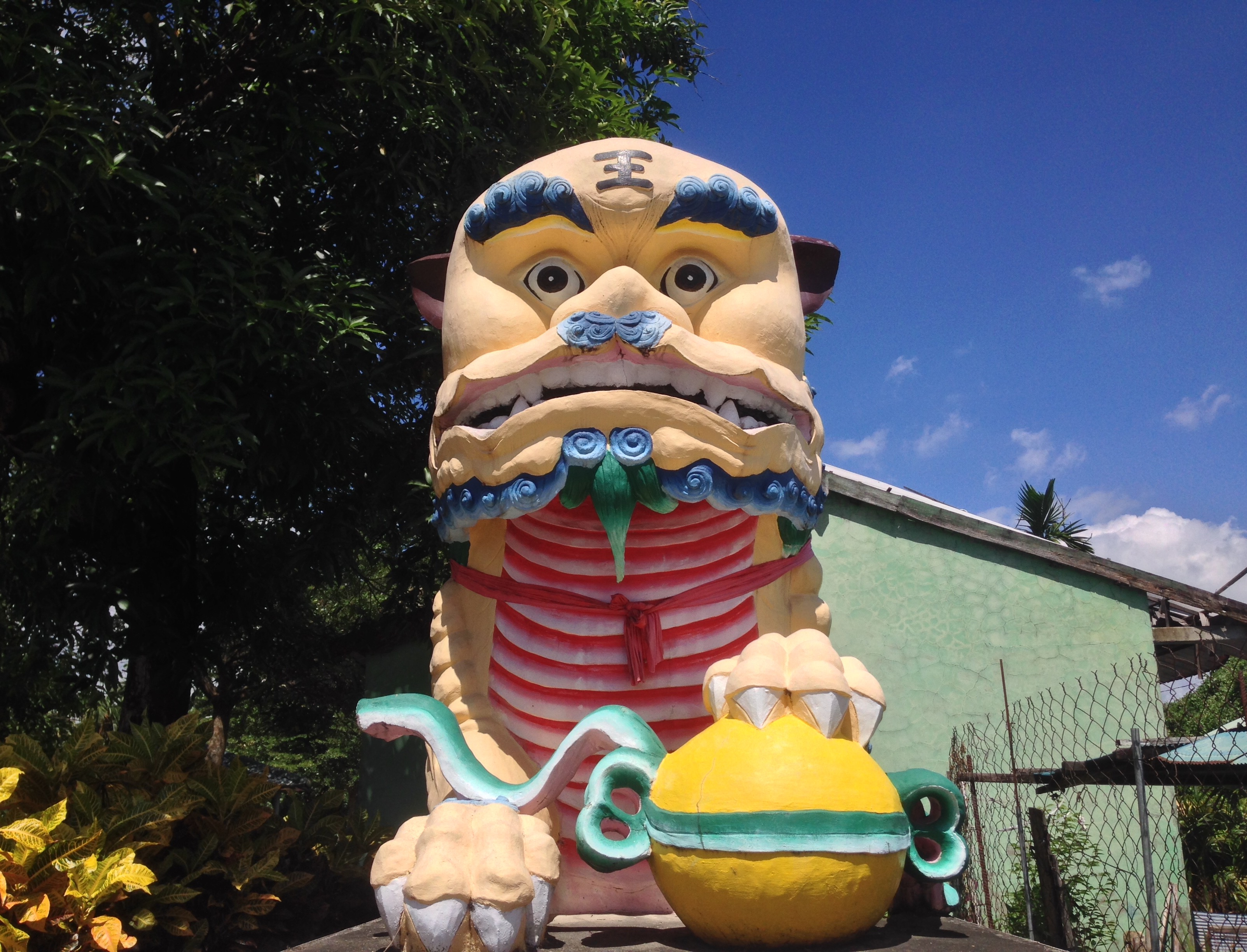
獅老三

1965年，由於首座石獅公仍沉埋於土中，第二座石獅又斑駁老舊、神靈已失，村民遂再建第三座石獅，由鍾騰輝擔任重建發起人，安座於尚和路旁。此石獅位於獅老二前方，傳說由順天宮媽祖指示下建造。 當地人溫玉光中學時親見獅老三的製作過程，多年後提供住家後方2分半的檳榔園土地作為公園用。

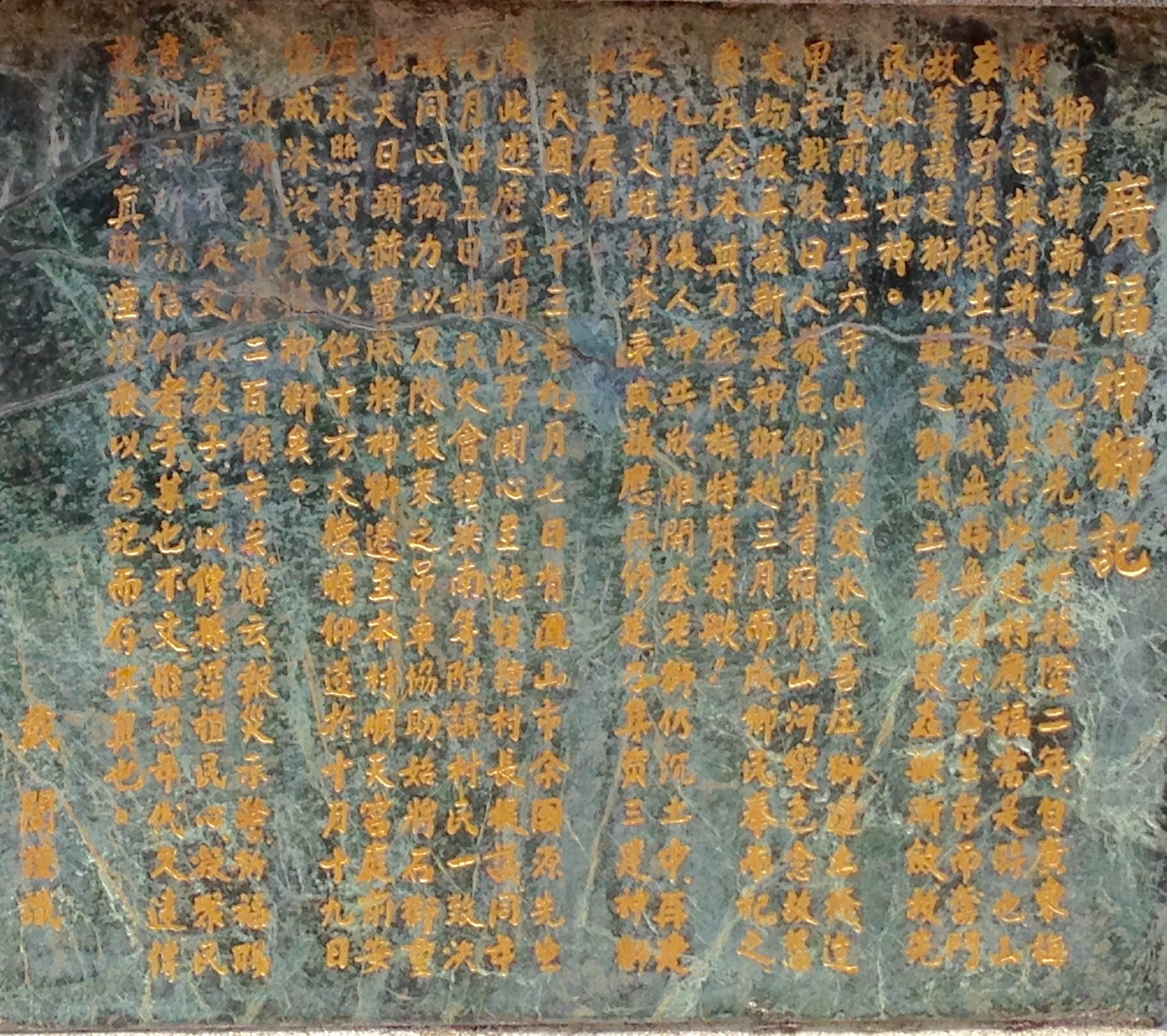
〈廣福石獅記〉

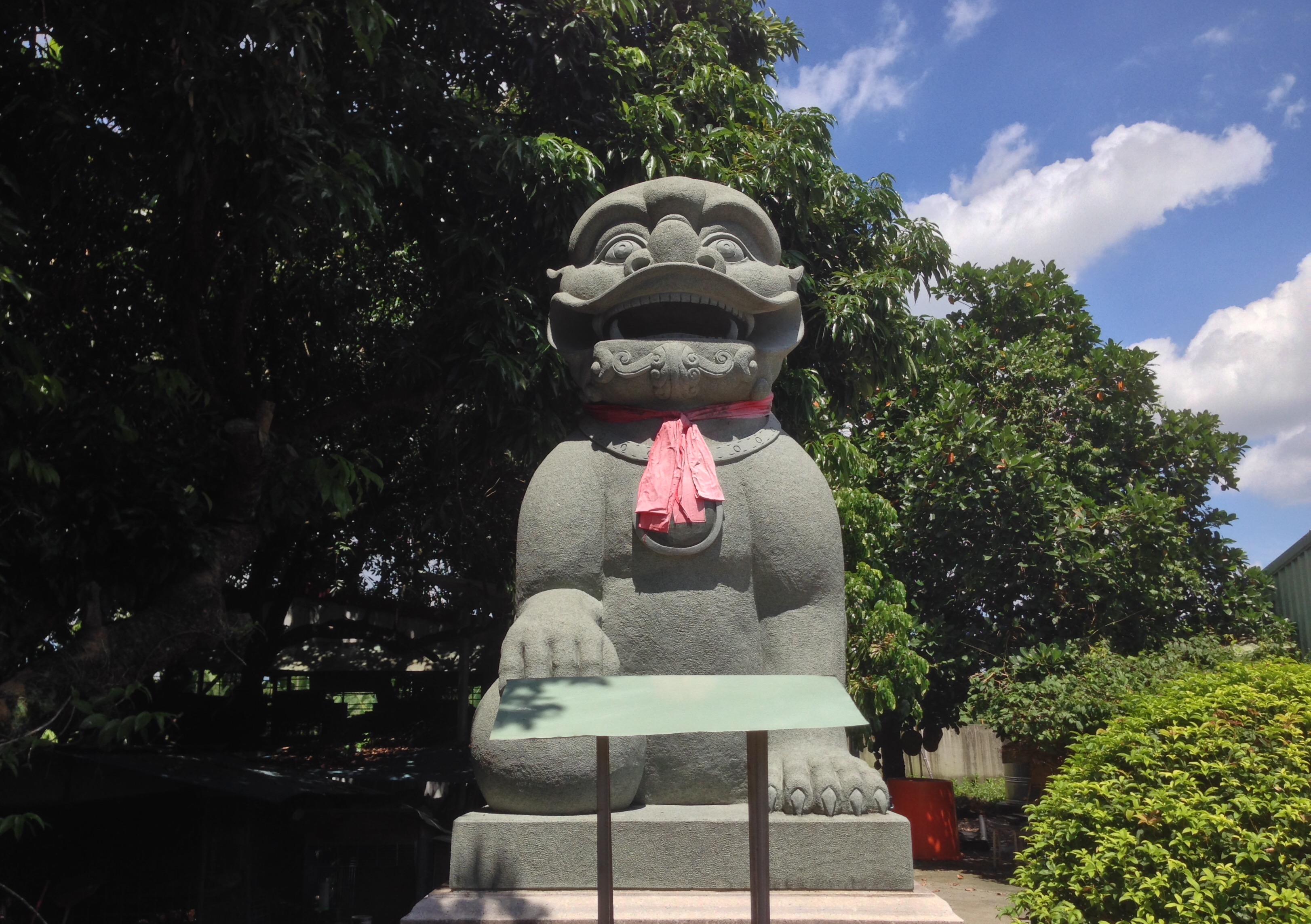
獅老四

## 石獅公公園
2005年，高樹鄉廣福社區發展協會在獅老二旁興建公園。後來，地主溫玉光又提供周邊腹地，共兩分半土地擴建，以讓旅客休息，也把住家廁所提供給遊客使用。公園約共占地近半甲，由屏東縣客務處向客委會爭取390萬元經費施工，名稱為「石獅公公園」，於2016年4月5日正式啟用。
園內圍繞水路兩旁的多塊石板，上面有廣興國小校長黃啟仁書寫的大路關發展史、石獅公典故。同年4月5日，廣福村舉辦第三屆大路關石獅公文化節，有祭祀場域竣工典禮、學童寫生比賽、踩街遊庄等，並發送五百份石獅公公粄給現場民眾享用。